# Hüttener Harde

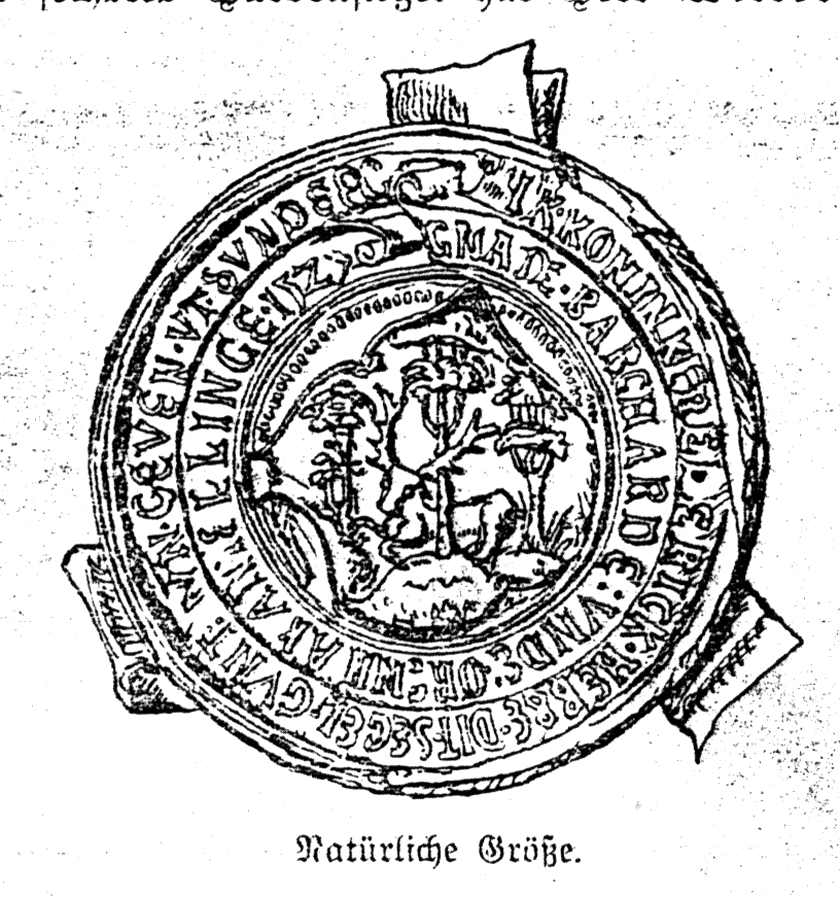
Siegel der Hüttener Harde (Bergharde)

Die Hüttener Harde (dänisch: Hytten Herred) war eine Harde in den Hüttener Bergen im Herzogtum Schleswig, die zum Istathesyssel gehörte. Die Harde wurde auch Bergharde genannt. Hauptort war Hütten.
Das von Friedrich I. erstellte Hardensiegel aus dem 16. Jahrhundert zeigt einen Hirsch zwischen Hügeln und Bäumen. Verwaltungssitz der Harde wurde unter dem Hardesvogt Maximilian Franciscus Blaunfeldt im Jahr 1856 der Ort Fleckeby an der Schlei. Das Haus der dortigen Hardesvogtei ist heute ein Museum.
Die Hüttener Harde bildete später mit der Hohner Harde und den Güterdistrikten im Dänischen Wohld das Amt Hütten. 